# Knipolegus lophotes
Knipolegus lophotes е вид птица от семейство Tyrannidae.

## Разпространение
Видът е разпространен в Бразилия, Парагвай и Уругвай.